# Манастир Петрион
Манастир Петрион је био посвећен светој Еуфемији и налазио се у истоименој четврти византијског Цариграда, која је била смештена на обали Златног рога. У склопу манастира је постојало и купатило, а служио је царицама и припадницама владарских породица за повлачење из јавног живота, било добровољно, било под примором. Део византијских извора говори о женским манастирима свете Еуфемије и Петриону као о засебним установама, али се данас сматра да је реч о истом комплексу. Подаци о манастиру Петрион престају крајем 11. века, тако да се сматра да је после тог доба запустео и више није обнављан, тако да је временом нестао у потпуности.

## Оснивање комплекса
Манастир је заједно са купатилима подигао највероватније Василије I Македонац (867—886), пошто га спис „Patria“ спомиње као ктитора и наводи да је своје ћерке послао у њега. Патријарх Нићифор I (806—815), са друге стране, оснивање приписује легендарном цариградском патријарху из прве половине 3. века Кастиносу (230—237), али је он живео пре рођења свете Еуфемије, која је живела крајем III и почетком 4. века.

## Познате становнице манастира Петрион
- Ћерке Василија I
- Зоја Карбонопсина
- Теодора (1031. године је замонашена под притиском своје сестре, царице Зоје, да би 1042. године изашла из њега и преузела део власти)
- Марија Аланија (после абдикације свог супруга Михајла VII (1071—1078), повукла се у манастир, да би врло брзо изашла из њега и удала се за новог цара Нићифора III Вотанијата (1078—1081))
- Ана Даласена са својим женским рођакама (затворене су 1081. године, да би им се онемогућило пружање подршке побуни Алексија Комнина (1081—1118))